# 北條義時
北條義時（日语：／ Hōjō Yoshitoki，1163年—1224年7月1日）是平安時代末期以及鎌倉時代初期的武將，是伊豆國豪族北條時政次男，其姐则是源賴朝正室北條政子。鎌倉幕府第2代執權。自源賴朝死後，積極在鎌倉幕府擴大勢力，成為鎌倉幕府實際統治者。

## 生平

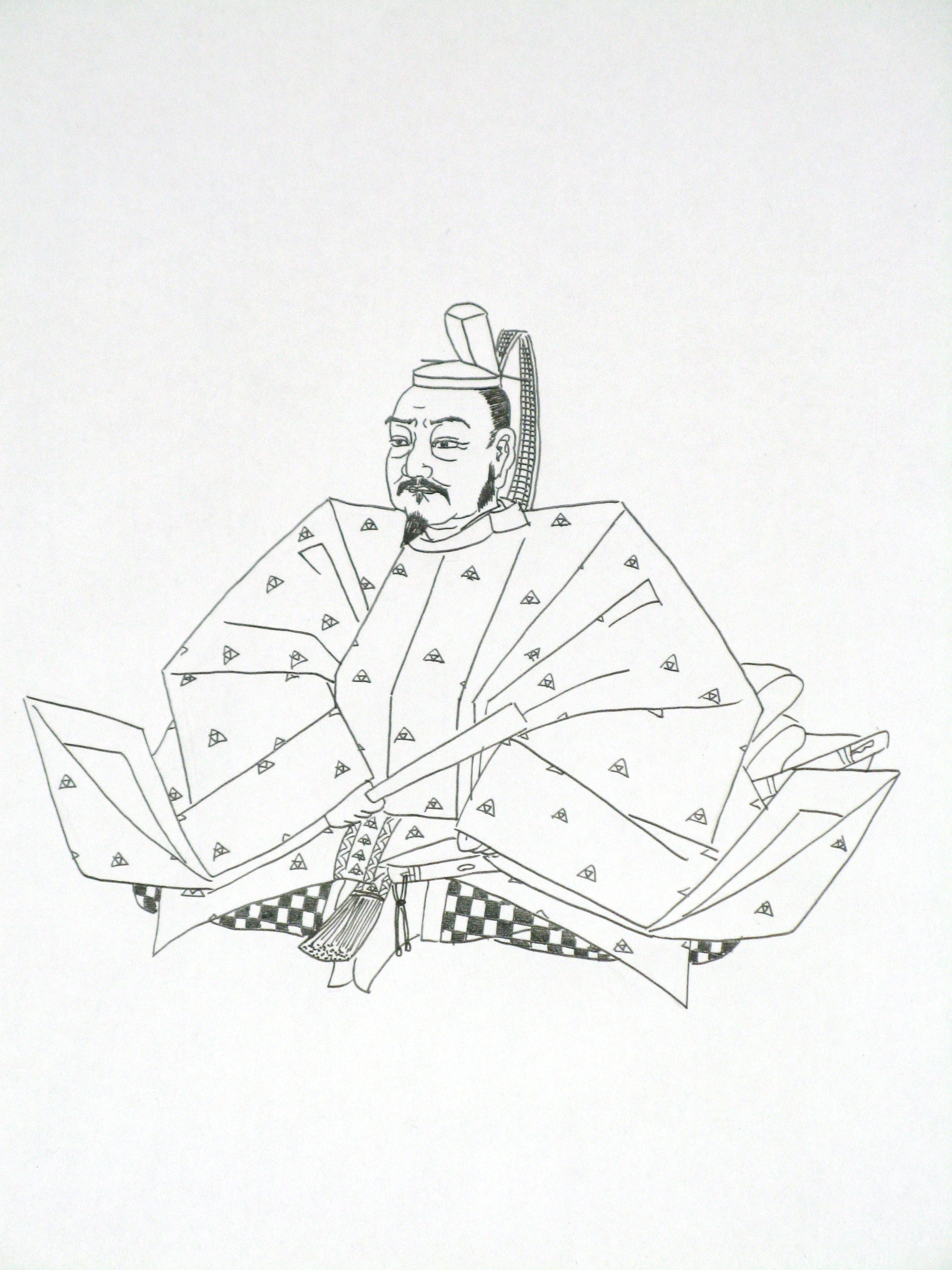
執權·北條義時肖像畫

治承四年（1180）八月十七日，义时与父亲北條時政、兄长北條宗時一同跟随源赖朝举兵。然而，北条父子在石橋山之戰遭大庭景亲击败，宗时战死，时政、义时逃往安房。随后，他们前往甲斐国，得到当地领主武田信義、一条忠赖的帮助，一同进攻骏河国，获得了胜利。养和元年（1181），义时被选为警护源赖朝居所的十一人之一，成为了赖朝的侧近“家子”之一。在牧宗亲事件中，义时没有追随发怒的父亲退回伊豆，而是留在赖朝身边，得到了赖朝的赞赏。元历二年（1185），义时跟随源範賴参加了苇屋浦之战。文治五年（1189）七月，义时参与了奥州合战。建久元年（1190），源赖朝上洛，义时当时是赖朝参院时随兵七人之一。建久三年（1192），在源赖朝的介绍下迎娶了比企朝宗的女儿作为正室，之后生下了嫡子北条朝时和北條重時。
賴朝薨逝後，義時成為了北條時政、大江廣元等十三人宿老會議中的一員。元久二年（1205），北條時政與其繼室牧之方陰謀殺害源實朝，擁立女婿平賀朝雅為將軍，為此，他們首先剷除並謀害了與朝雅對立的畠山重忠、畠山重保父子。不過，北條義時與北條政子姐弟阻止了父母的謀劃，平賀朝雅在京都被殺。時政因此事件而失勢，回到伊豆出家隱居，義時、政子便掌握了幕府實權。建曆三年（1213），侍所別當和田義盛因對自己的處境感到不安而舉兵叛亂，襲擊並火燒了將軍的宅邸，引爆和田合戰。然而，三浦義村將和田謀反的計劃告知義時，有準備的義時獲勝。
建保七年（1219），源實朝遭侄子公曉暗殺。兩年後，承久三年（1221），後鳥羽上皇發布院宣，號召各地舉兵討伐義時，是為承久之亂。義時派遣兒子北條泰時率大軍十九萬進攻京都，擊敗上皇並將其流放至隱岐島，同時還流放了順德上皇、土御門上皇。義時在京都設置了六波羅探題，任命弟弟北條時房和兒子北條泰時掌管之。

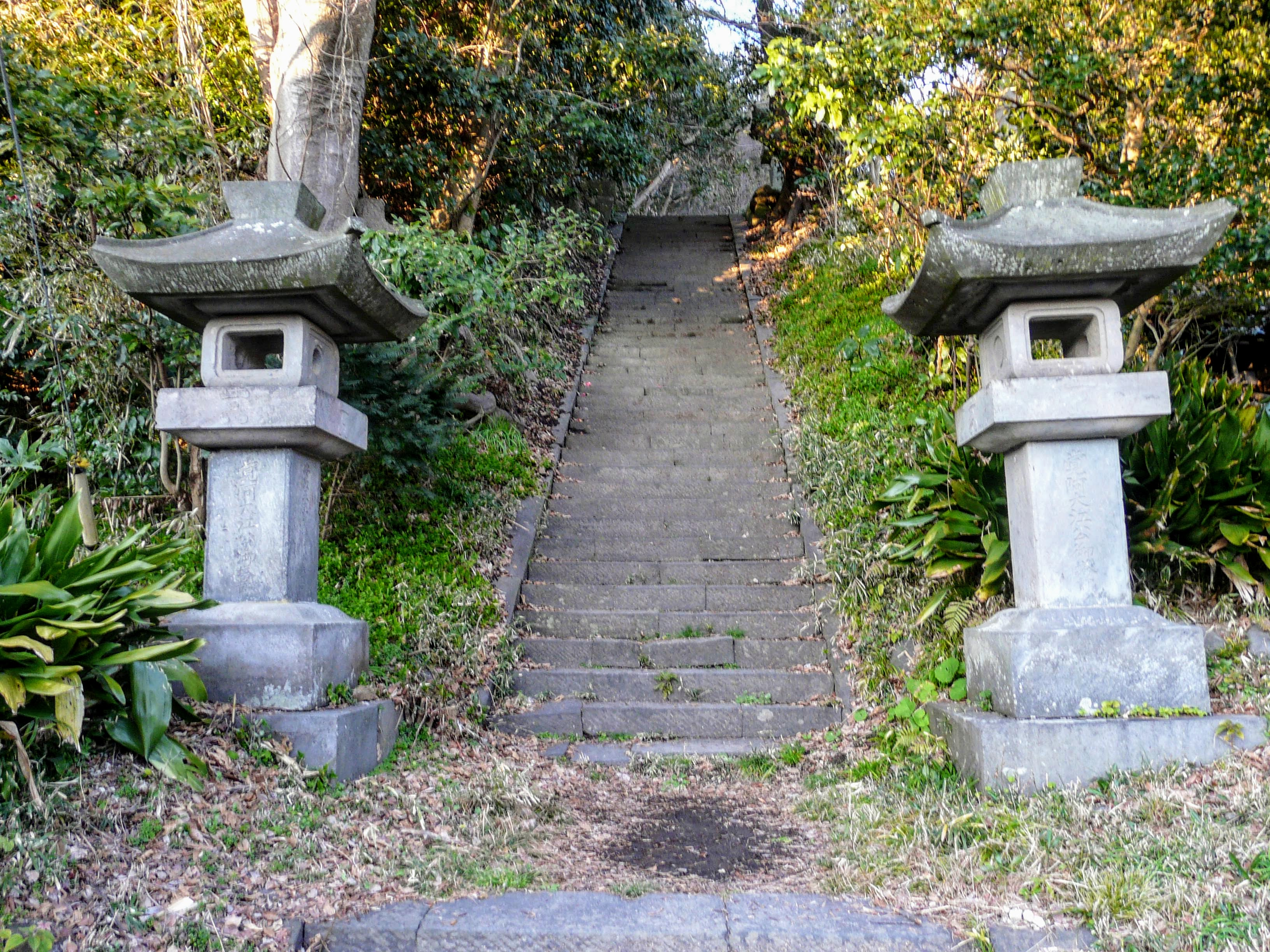
鎌倉北條義時法華堂跡

元仁元年（1224）六月十二日辰刻，義時突然身體有恙。十三日巳刻，義時薨逝。十八日舉行葬禮，而北條泰時則仍在六波羅探題任上，沒能參加葬禮，由此引起了繼承問題，即伊賀氏事件。義時的繼室及其外家伊賀氏試圖乘機安排伊賀氏所出的北條政村就任執權，並讓伊賀光宗的女婿伊賀實雅就任將軍。然而，此謀劃被義時的姐姐北條政子看破，政子搶先擁立了侄子泰時，並將企圖政變的伊賀氏流放。

## 經歷
| 和曆     | 西曆   | 月日 （旧曆） | 内容                     |
| -------- | ------ | ------------- | ------------------------ |
| 元久元年 | 1204年 | 3月6日        | 授从五位下、任相模守。   |
| 元久元年 | 1204年 | 閏7月19日     | 就任鎌倉幕府第二代執權。 |
| 承元元年 | 1207年 | 1月5日        | 升从五位上。             |
| 建曆3年  | 1213年 | 2月27日       | 升正五位下。             |
| 建保4年  | 1216年 | 1月13日       | 升从四位下。             |
| 建保5年  | 1217年 | 1月18日       | 转任右京權大夫。         |
| 建保5年  | 1217年 | 12月13日      | 兼任陸奥守。             |
| 貞應元年 | 1222年 | 8月16日       | 辞任陸奥守。             |
| 貞應元年 | 1222年 | 10月16日      | 辞任右京權大夫。         |

## 系譜
- 父：北條時政
- 母：伊東祐親之女
- 正室：姫之前（比企朝宗之女）
  - 次子（嫡長）：北條朝時（名越流之祖）
  - 三子（嫡次）：北條重時（極樂寺流之祖）
  - 女：竹殿（大江親广及土御門定通之妻）
- 繼室：伊賀之方（伊賀朝光之女）
  - 五子：北條政村（政村流之祖）
  - 六子：北條實泰（金泽流之祖）
  - 七子：北條時尚（陸奥七郎）
  - 女：一條實雅及唐橋通時之妻
- 側室：阿波局[註 1]
  - 長子：北條泰時（得宗家）
- 側室：伊佐朝政之女
  - 四子：北條有時（伊具流之祖）
- 生母不明
  - 女：一條實有之妻
  - 女：中原季時之妻
  - 女：一條能基之妻
  - 女：户次重秀之妻

## 授予偏諱者
- 安達義景（北條時房的女婿）

## 相关作品
- 曲亭馬琴《倾城水浒传》
- 太宰治《右大臣實朝》（錦城出版社、1943年）
- 永井路子「覇樹」，《炎環》（光風社、1964年），為NHK大河劇《草燃》原作之一（饰演：松平健）。
- NHK大河劇《炎立》饰演：黑樹洋(1993年7月4日到1994年3月13日之間)
- 葉室麟《實朝之首》（新人物往来社、2007年）ISBN 9784404034694
- 伊東潤《修羅之都》（文藝春秋、2018年）ISBN 9784163907758
- 伊東潤《夜叉之都》（文藝春秋、2021年）ISBN 9784163914671
- 嶋津義忠《北条義時「武士之世」创造者》（PHP文庫、2021年）ISBN 9784569901329
- 奥山景布子《義時 運命之輪》（集英社文庫、2021年）ISBN 9784087443226
- 高橋直樹《北条義時 我、鎌倉にて天運を待つ》（潮文庫、2021年）ISBN 9784267023187
- NHK大河劇《鎌倉殿的13人》（以北條義時為主角，饰演：小栗旬）。